# Euskotren Tranbia
 (juillet 2024).
Si vous disposez d'ouvrages ou d'articles de référence ou si vous connaissez des sites web de qualité traitant du thème abordé ici, merci de compléter l'article en donnant les références utiles à sa vérifiabilité et en les liant à la section « Notes et références ».
Euskotren Tranbia (anciennement Eusko Tran) est une des trois marques commerciales sous lesquelles opère la société publique Eusko Trenbideak S.A., appartenant au gouvernement basque. Actuellement au Pays basque, Euskotran exploite les tramways de Bilbao et de Vitoria-Gasteiz.
Les rames du matériel roulant sont construites par CAF

## Histoire
Les travaux de la ligne A de Bilbao ont officiellement débuté le 27 mai 1999. La ligne A a été inaugurée le 18 décembre 2002 entre Atxuri et Uribitarte. Une extension a été ouverte le 30 avril 2003 d'Uribitarte à Guggenheim. La ligne A est prolongée le 24 juillet 2003 de Guggenheim à San Mamés, et le 22 juillet 2004 de San Mamés à Basurto.

## Lignes exploitées
| Ligne                                       | Exploitant principal           | Longueur totale | Stations en service            | Total prévu | Municipalité                                          |
| ------------------------------------------- | ------------------------------ | --------------- | ------------------------------ | ----------- | ----------------------------------------------------- |
| Ligne A Atxuri / La Casilla                 | Tramway de Bilbao              | 5,57 km         | 12                             | 14          | Bilbao                                                |
| Angulema / Ibaiondo / Angulema              | Tramway de Vitoria             | 5,5 km          | 12                             | 12          | Vitoria-Gasteiz                                       |
| Angulema / Abetxuko / Angulema              | Tramway de Vitoria             | 4,88 km         | 11                             | 12          | Vitoria-Gasteiz                                       |
| UPV / Leioa / Urbinaga / Barakaldo (projet) | Tramway UPV - Leioa - Urbinaga | à l'étude       | à l'étude                      | à l'étude   | Leioa, Erandio, Sestao et Barakaldo                   |
| Bergara / Oñati / Eskoriatza (projet)       | Tramway de Debagoiena          | 28 km           | à l'étude                      | à l'étude   | Bergara, Arrasate], Aretxabaleta, Eskoriatza et Oñati |
| Total                                       |                                | 16,82 km        | 29 (6 sont communes à 2 lignes | 31          |                                                       |

## Tramway de Bilbao
EuskoTran naît parallèlement avec le métro léger de la capitale de la province de Biscaye). Les travaux démarrent officiellement le 27 mai 1999, pour une inuaguration du premier tronçon le 18 décembre 2002, Atxuri - Uribitarte, avec six arrêts. Plusieurs extensions ont été réalisées. En 2013, la ligne comporte 12 stations pour une longueur de 5,57 km.

## Tramway de Vitoria
Le tramway de Vitoria a été mis en circulation le 23 décembre 2008, unissant le centre-ville avec le quartier d'Ibaiondo. De cette manière étaient desservis dans une première phase 12 des 18 arrêts de tout le trajet. Le 10 juillet 2009 on a inauguré la seconde ligne, qui arrive jusqu'au quartier d'Abetxuko.

## Tramway UPV - Leia - Urbinaga - Barakaldo (en projet)

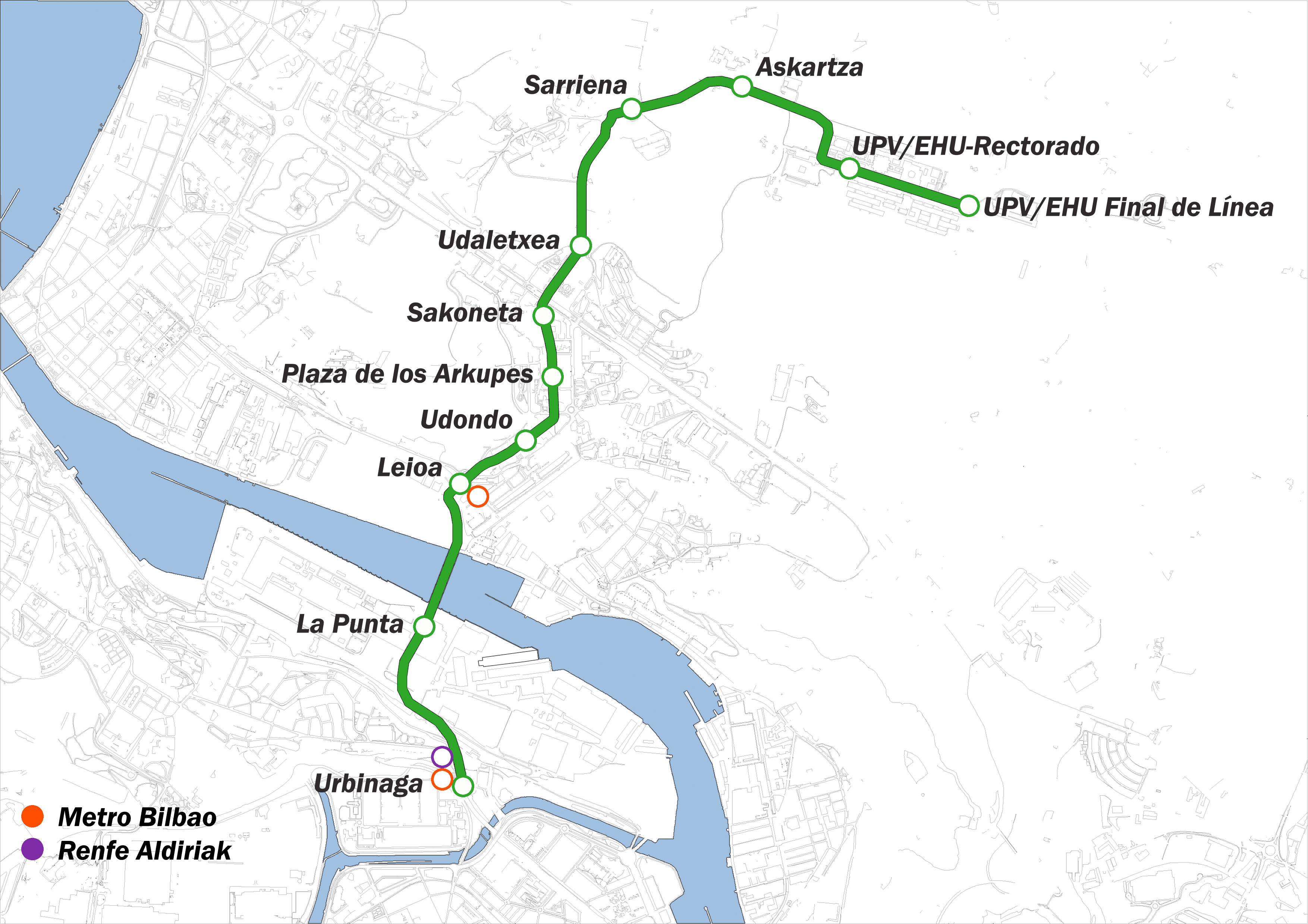
Plan d'EuskoTran à Leioa et Sestao, avec correspondances et rames en projets.

La ligne de tramway UPV - Leioa - Urbinaga aura un total de 11 stations, et sera divisée en trois phases. La première phase unira le Campus de l'Université du Pays Basque (avec deux arrêts) avec la station de métro de Leioa, dans la Ligne 1 du Métro de Bilbao, et disposera d'un total de 9 arrêts. Il est prévu que cette phase soit opérationnelle durant l'année 2011. Les arrêts prévus pour le tronçon Leioa - Université sont :
- Station de Leioa
- Boulevard Udondo
- Avenue Sabino Arana (Place des Arkupes - Sakoneta)
- Avenue Sabino Arana (Aketxe)
- Bâtiment consistorial (Udaletxea)
- Rond-point de Sarriena (Collège des irlandaises - Altamira)
- Sarriena (Face à la rame d'accès à l'urbanisation et le collège Askartza)
- UPV I (Face au rectorat)
- UPV II (Fin de la ligne)

Pour sa part, la seconde phase unira la station de Leioa avec celle d'Urbinaga, celle-ci dans la Ligne 2 du métro, avec 2 arrêts, avec la construction d'un pont mobile pour le tramway, qui unira les deux rives de la ria. Les arrêts pour le tronçon Urbinaga - Leioa sont :
- Gare d'Urbinaga
- La Punta

La troisième phase unira Urbinaga avec divers quartiers de  Barakaldo. Le parcours urbain consistera en un anneau parmi sept et neuf kilomètres, 15 ou 17 arrêts et par l'intermédiaire de double ou unique en fonction du tronçon, bien que cette phase soit encore en étude et le nombre arrêts et kilomètres pourrait considérablement varier.

## Tramway de Debagoiena
Le  tramway de Debagoiena sera un tramway interurbain, et les travaux seront divisés en trois phases. Le tramway de Deba disposera de 32 stations. La première phase, Bergara - Aretxabaleta (en passant par San Prudentzio et Arrasate) disposera de 19 arrêts : Six à Bergara, neuf à Arrasate et trois à Aretxabaleta.
La seconde phase, sera Aretxabaleta - Eskoriatza, avec trois stations.
La dernière des phases sera San Prudentzio - Oñati, avec un total de 10 arrêts.

## Caractéristique des tramways

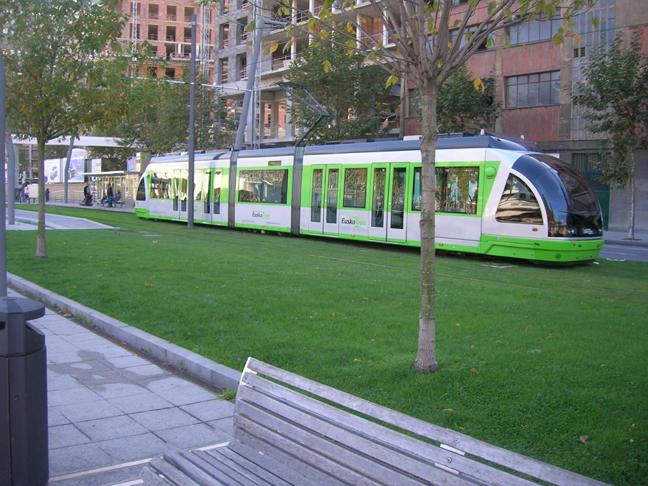
Le tramway de Bilbao près de la station d'Uribitarte

La première unité de tramway a été livrée à EuskoTran le 8 mai 2002 dans un contrat qui supposait l'achat de 7 + 1 unités. L'actuelle flotte d'EuskoTran à Bilbao est composée de 8 unités de tramway numérotés de 401 à 408. Chaque unité de tramway peut transporter 192 personnes, 50 d'entre elles peuvent être réservées. À Vitoria-Gasteiz ils sont une dizaine d'unités, numérotées de 500 à 510.
Chaque unité du tramway de Bilbao a une longueur de 25 mètres et incorpore 4 portes d'entrée et sortie dans les deux côtés, ce qui permet de réduire les temps dans les arrêts pour la montée des voyageurs. Les tramways de Vitoria sont plus longs, atteignant les 31 mètres et avec 6 portes le long de tout le convoi.
L'entrée se situe au niveau de la plate-forme, ce qui permet l'accès à des personnes à mobilité réduite. Comme note additionnelle le tramway 408 est composé d'un accès bas sur 100 % de sa longueur et est considéré comme un prototype, puisqu'elle est composée d'un bogie central motorisé au lieu des deux extrémités motorisées. À vitoria, toutes les unités sont 100 % basses.
Parmi les équipements de chaque unité il convient de souligner l'air conditionné, le chauffage, panneaux informatifs et la sonorisation centralisée.
L'entreprise chargée de gérer EuskoTran est EuskoTren, laquelle possède la majorité des transports publics au Pays basque, trains, autobus et tramways.
Cette entreprise permet l'utilisation de "Creditrans", le lien coordonné par le Consortium des Transports de Bizkaia. Vitoria a été le pionnier pour utiliser la nouvelle carte sans contact BAT.